# Zapolice (gmina)
Pour les articles homonymes, voir Zapolice.
Zapolice est une gmina rurale du powiat de Zduńska Wola, Łódź, dans le centre de la Pologne. Son siège est le village de Zapolice, qui se situe environ 9 km au sud-ouest de Zduńska Wola et 49 km au sud-ouest de la capitale régionale Łódź.
La gmina couvre une superficie de 81,11 km2 pour une population de 4 728 habitants.

## Géographie
La gmina inclut les villages de Beleń, Beleń-Kolonia, Branica, Branica-Kolonia, Holendry Paprockie, Jelno, Jeziorko, Kalinowa, Marcelów, Marżynek, Młodawin Dolny, Młodawin Górny, Paprotnia, Pstrokonie, Ptaszkowice, Rembieszów-Kolonia, Rojków, Strońsko, Swędzieniejewice, Świerzyny, Woźniki, Wygiełzów, Zamoście et Zapolice.
La gmina borde la ville de Zduńska Wola et les gminy de Burzenin, Sędziejowice, Sieradz, Widawa et Zduńska Wola.